# Aulo Verginio Tricosto Celiomontano (cónsul 494 a. C.)
Aulo Verginio Tricosto Celiomontano  fue un cónsul romano en 494 a. C., junto con Tito Veturio Gémino Cicurino.
Celiomontano es el nombre de una familia de la gens Virginia. Casi todos los miembros de esta gens tenía el apellido Tricosto, y el nombre de Celiomontano fue, sin duda, debido a que la residencia familiar se hallaba en la colina Celia, que lo distinguen de otras familias de la misma gens.
Dionisio lo llama "A. Virginius Montanus" y lo menciona como cónsul en el año en el que la plebe se separó de Roma y se estableció en el Monte Sacro. Anterior a la secesión había marchado contra los volscos, a quienes había derrotado en batalla y se había apoderado de una de sus ciudades más importantes, Velitrae. Es mencionado por Dionisio como uno de los diez enviados por el Senado para tratar con la plebe el término de su secesión.